# Lutherstein (Dübener Heide)

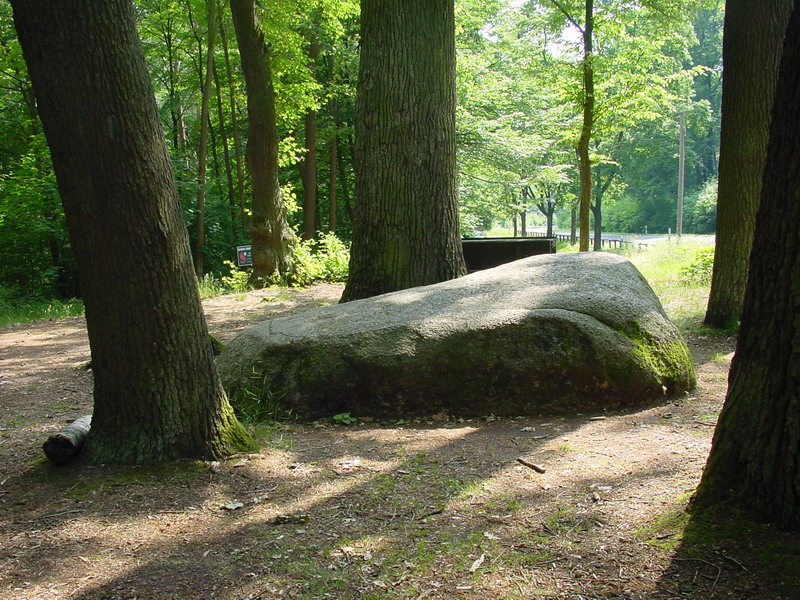
Der Lutherstein (2012)

Der Lutherstein ist ein über zahlreiche Anekdoten und Legenden mit dem Reformator Martin Luther verbundener Findling in der Dübener Heide. Er steht unter Denkmalschutz.

## Lage
Der Lutherstein befindet sich in der Dübener Heide an der Ostseite der Bundesstraße 2 zwischen den Städten Bad Düben und Kemberg, von beiden jeweils etwa zehn Kilometer entfernt. Der Stein liegt auf einer leicht erhöhten, von Eichen und Linden bestandenen  Fläche. Daneben befindet sich ein Parkplatz.

## Beschreibung

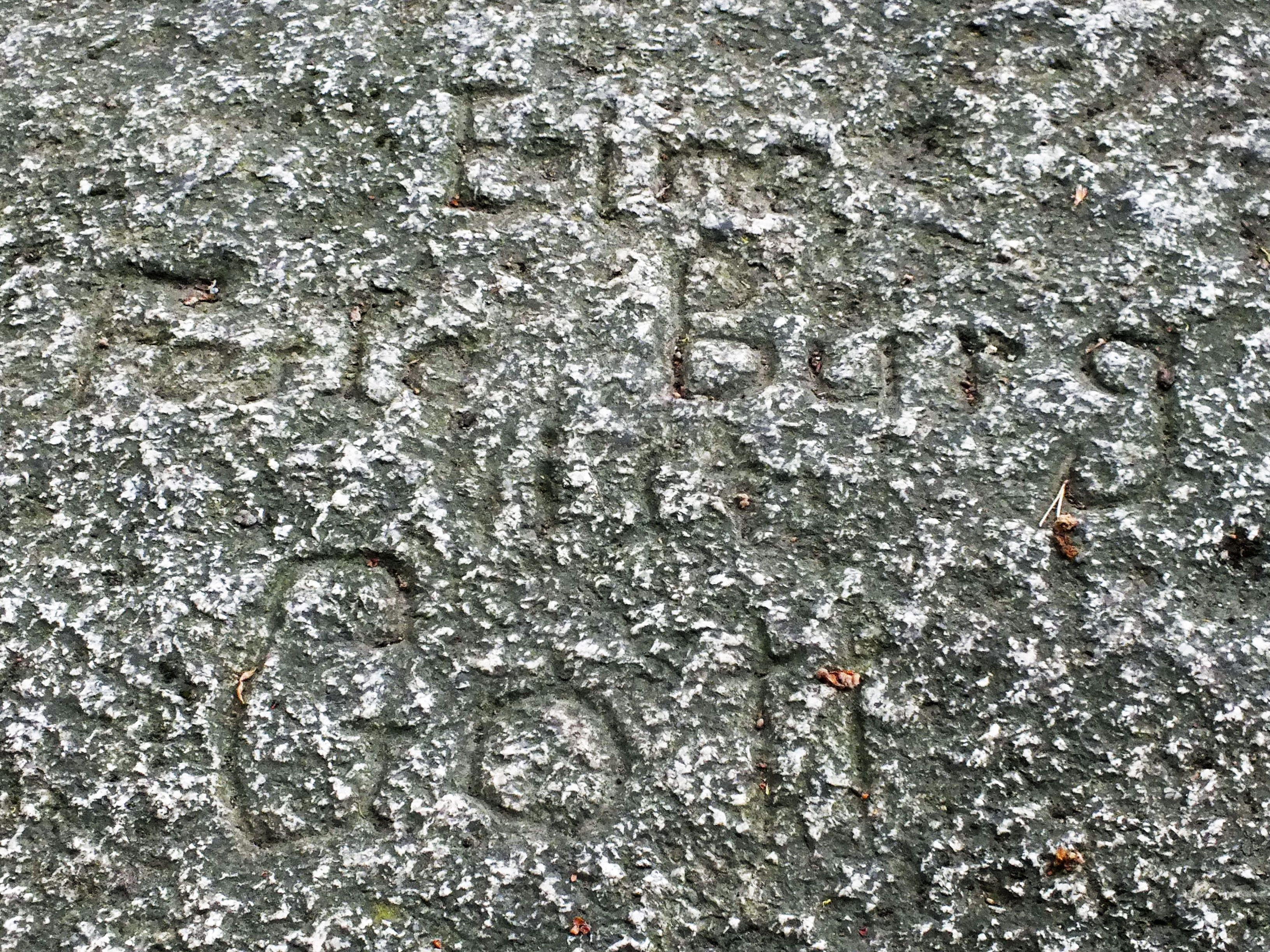
Die Inschrift auf dem Stein:
„Eine Feste Burg ist Gott“

Der Lutherstein hat Abmessungen von etwa zwei mal einem Meter. Er besteht aus biotithaltigem Granit. Nach seiner Beschaffenheit ist es ein sogenannter Näpfchen- oder Schälchenstein, das heißt, die stark verwitterte Oberfläche weist unregelmäßig verteilte Vertiefungen auf. Diese sind mitunter als bronzezeitliche Himmelsdarstellungen gedeutet worden.
Eindeutiger, wenn auch schwer entzifferbar, ist eine eingemeißelte Inschrift auf dem Stein: „Eine Feste Burg ist Gott“. Sie soll 1817 anlässlich des 300. Reformationsjubiläums angebracht worden sein, wie auch die Gestaltung der Umgebung des Steins. Weitere, noch schwerer auffindbare Buchstaben „D.M.L.“ bezeichnen Dr. Martin Luther.

## Legenden
Der Überlieferung nach soll sich Luther mehrfach an diesem Platz aufgehalten haben, erstmals 1508 als Rast in der Heide, als er als Augustinermönch von Erfurt nach Wittenberg unterwegs war, wo er an der Artistenfakultät der dortigen Universität Moralphilosophie lehren und sein Theologiestudium fortsetzen sollte.
Auf seiner Fahrt mit Melanchthon, Karlstadt und großem Gefolge zur Leipziger Disputation im Juni 1519 begleiteten die Wittenberger Studenten die Reisegruppe bis hierher. Sie empfingen Luther hier auch wieder bei seiner Rückkehr, wobei er von dem Stein aus gepredigt haben soll.
Der Volksglaube führte auch zu solchen Geschichten wie jener, dass Luther 1521 auf seiner Reise zum Reichstag in Worms an einer bergigen Stelle in der Heide half, den Wagen zu schieben. Als er einen Stein im Schuh spürte und sich seiner entledigte, wuchs der Stein zu seiner heutigen Größe. So wie der Teufel den Stein in den Schuh praktiziert haben soll, soll er nach einer anderen Sage den Stein nach Luther geworfen haben, um seine Reise nach Worms zu verhindern.